# مقاطعة ديكاتور (كانساس)
مقاطعة ديكاتور هي مقاطعة أمريكية تقع في شمال غرب كنساس في وسط الولايات المتحدة الأمريكية. قدر عدد سكان المُقاطعة في عام 2006 بحوالي 3,120 نسمة، ومقرها وأكثر مُدنها سكاناً هي أوبرلن. سُميت المُقاطعة نسبة إلى العَميد البحريّ ستيفن ديكاتور.

## التاريخ
أسست مُقاطعة ديكاتور في يوم 30 آذار (مارس) عام 1873 ونُظمت في 15 كانون الأول (ديسمبر) عام 1879. وقد سُميت على شرف العَميد البحريّ ستيفن ديكاتور الذي خدم خلال الحروب البربرية وفي حرب 1812. وقد كانت مدينة أوبرلن (مقر المُقاطعة) موقعاً لآخر غارة نفذها الأمريكيون الأصليون (خصوصاً الشايانيين الشماليين) ضد المُستوطنين في ولاية كنساس.

## القانون والحُكومة
ظلت مُقاطعة ديكاتور منطقة مَمنوع دخول المشروبات الكحولية إليها بعد تنقيح دستور كنساس في عام 1986، وظلت كذلك حتى عام 2002 عندما صَادق المُصوتون على إتاحة شراء الكحوليات للعامة بشرط شراء نسبة 30% على الأقل من الأطعمة الأخرى.

## الديموغرافيا
قدر عدد سكان ديكاتور بحوالي 3,120 عام 2006، وهذا يَعني انحداراً بـ341 نسمة أو بنسبة 9.9% عما كان الحال عليه خلال السنوات الست السابقة.
عند تعداد الولايات المتحدة عام 2000، كان عدد الأشخاص في المُقاطعة 3,472 نسمة والأسر 1,494 أسرة والعائلات 981 عائلة تقطن المنطقة. وبذلك فقد كانت الكثافة السكانية تبلغ شخصين في كل كيلومتر مربع (4 أشخاص في كل ميل مربع). أما التركيبة العرقية للمُقاطعة فقد كانت 97.87% للبيض و0.52% للسود أو الأمريكيين الأفارقة 0.09% للأمريكيين الأصليين و0.14% للآسيويين و0.12% لسكان الجزر الآسيويين و0.37% لأعراق أخرى و0.89% لذوي الأعراق المُتعددة.